# Haven van Long Beach
De haven van Long Beach (Engels: Port of Long Beach) is de op een na drukste haven in de Verenigde Staten. De haven ligt in de stad Long Beach, naast de haven van Los Angeles, en is een belangrijk doorvoerpunt van handelswaar naar en van Azië.
De haven beslaat een oppervlakte van 13 km² met ongeveer 40 km zeeweringen en kades. In 2007 werd 87 miljoen ton aan goederen doorgevoerd met een waarde van rond 140 miljard Amerikaanse dollar. In totaal werd 7,31 miljoen TEU aan containers overgeslagen.